# Monstereophonic: Theaterror Vs. Demonarchy
Monstereophonic: Theaterror Vs. Demonarchy è l'ottavo album in studio del gruppo musicale finlandese Lordi, pubblicato il 16 settembre 2016 dalla AFM Records.

## Descrizione
L'album è un mezzo concept album: gli ultimi otto brani dell'album, infatti, sono collegati tra loro.

### Produzione
Il gruppo sarebbe dovuto entrare in studio già nel dicembre 2015, ma i lavori vennero fermati a causa della morte del padre di Mr Lordi e all'inizio del 2016 il produttore Mikko Karmila si allontanò dal progetto. Riuscirono a far produrre il disco a Nino Laurenne, che già aveva prodotto l'album Deadache del 2008.
L'album vede anche l'avvento di nuovi costumi per il gruppo. In un'intervista con la rivista ceca Spark, Mr. Lordi ha spiegato che durante la registrazione dell'album il tempo per dedicarsi alla progettazione dei costumi era molto poco e, quindi, i nuovi costumi sono divisi a metà.

## Tracce
Testi di Mr Lordi, Tracy Lipp, musiche di Mr Lordi.
1. SCG8: One Message Waiting – 1:10 (testo: Mr. Lordi, Ralph Ruiz, Nino Laurenne – musica: Mr. Lordi, Ruiz, Laurenne)
2. Let's Go Slaughter He-Man (I Wanna Be the Beast-Man in the Masters of the Universe) – 4:30 (musica: Mr Lordi, Hella)
3. Hug You Hardcore – 3:40
4. Down with the Devil – 4:29
5. Mary Is Dead – 4:37 (musica: Mr. Lordi, Mana, Amen)
6. Sick Flick – 4:00
7. None for One – 4:15 (musica: Mr Lordi, Mana, Amen)
8. SCG VIII: Opening Scene – 1:22
9. Demonarchy – 6:01
10. The Unholy Gathering – 5:09
11. Heaven Sent Hell on Earth – 5:43 (musica: Mr Lordi, OX)
12. And the Zombie Says – 6:23
13. Break of Dawn – 5:47
14. The Night the Monsters Died – 7:13

## Formazione
- Mr Lordi – voce
- Amen – chitarra
- OX – basso
- Mana – batteria, cori
- Hella – tastiere

## Classifiche
| Classifica (2016) | Posizione massima |
| ----------------- | ----------------- |
| Finlandia         | 10                |
| Germania          | 52                |
| Svizzera          | 83                |